# Léon Level
Léon Level (Hédouville, Vale-de Oise, Isla de Francia, 12 de julio de 1910 - París, 26 de marzo de 1949) fue un ciclista francés que fue profesional entre 1932 y 1947. A lo largo de su carrera deportiva consiguió 11 victorias, entre ellas una etapa del Tour de Francia de 1936.

## Palmarés
- 1933
  - Vencedor de una etapa al Gran Premio Wolber
- 1935
  - 1º en la París-Contres
  - 1º en la Polymultipliée
  - 1º en el Circuito de Mont Blanco
  - Vencedor de una etapa a la Vuelta en Suiza
- 1936
  - Vencedor de una etapa al Tour de Francia
- 1938
  - 1º en Boussac
  - 1º en la Lousana-Ginebra
  - Vencedor de una etapa a la Vuelta en el Marruecos
  - Vencedor de una etapa a la Vuelta en Alemania
- 1942
  - Vencedor de una etapa del Circuito de Francia

### Resultados al Tour de Francia
- 1933. 7º de la clasificación general
- 1934. 21º de la clasificación general
- 1936. 10º de la clasificación general y vencedor de una etapa

### Resultados al Giro de Italia
- 1935. 24º de la clasificación general